# Friedrich Eiselein
Friedrich Eiselein (* 25. November 1829 in Heidelberg; † 6. März 1900 in Konstanz) war ein deutscher Altphilologe, Historiker und Gymnasialprofessor.

## Leben und Werk
Friedrich Eiseleins Eltern waren Antonie, geb. Rehsteiner, und der Bibliothekar und Gymnasiallehrer Joseph Eiselein; zu seinen Geschwistern zählte der Konstanzer Landgerichtspräsident Karl Eiselein (1831–1899). Nach dem Besuch der Gymnasien in Donaueschingen und Karlsruhe studierte Friedrich Eiselein ab 1849 Klassische Philologie an der Universität Freiburg. Von 1852 an wirkte er als Lehramtspraktikant in Villingen und Konstanz; in diese Zeit fällt sein durch den Freiburger Erzbischof Hermann von Vicari vorgenommener Eintritt in die katholische Kirche (1853). Von 1860 bis 1889 lehrte Eiselein als Professor am Konstanzer Gymnasium klassische Sprachen, lebende Sprachen, Geschichte und Mathematik.
Eiselein genoss als Lehrer hohes Ansehen. Er publizierte gelegentlich zu altphilologischen und historischen Themen und beteiligte sich an der Erschließung von Archiven in Konstanz und der Umgebung. Er war Mitglied des Vereins für Geschichte des Bodensees und seiner Umgebung, dessen Hauptversammlung in Konstanz 1886 er mitgestaltete.

## Schriften (Auswahl)
- Die Gefechte bei Schlatt, Andelfingen und Diessenhofen und die Erstürmung der Stadt Konstanz durch die Franzosen am 7. Okt. 1799. Nach Quellen zusammengestellt. In: Schriften des Vereins für Geschichte des Bodensees und seiner Umgebung. Band 27, 1898, S. 132–147 (Digitalisat).
- Archivalien aus Orten des Amtsbezirks Konstanz (=Mitteilungen der badischen historischen Kommission. Teil 17 [1895] XIII). In: Zeitschrift für die Geschichte des Oberrheins. Band 49, N. F. 10 (1895), Anh. S. m86.
- mit Joseph Rhomberg und Hubert Winterer: Archivalien aus Orten des Amtsbezirks Konstanz (=Mitteilungen der badischen historischen Kommission. Teil 16 [1894] III). In: Zeitschrift für die Geschichte des Oberrheins. Band 48, N. F. 9 (1894), Anh. S. m34.
- Archivalien aus Orten des Amtsbezirks Konstanz (= Mitteilungen der badischen historischen Kommission. Teil 15 [1893] VII). In: Zeitschrift für die Geschichte des Oberrheins. Band 47, N. F. 8 (1893), Anh. S.  m67–m87 [betr. Allensbach, Allmannsdorf, Dettingen, Dingelsdorf, Freudental, Güttingen, Kaltbrunn, Liggeringen, Litzelstetten, Markelfingen, Möggingen, Radolfzell, Reichenau, Wollmatingen] (Digitalisat).
- Archivalien des Lehrinstituts Zoffingen zu Konstanz (=Mitteilungen der badischen historischen Kommission. Teil 10 [1889] VII). In: Zeitschrift für die Geschichte des Oberrheins. Band 43, N. F. 4 (1889), Anh. S. m80–m96 (Digitalisat).
- Composition der Nomina in der griechischen Comoedie. Ein Beitrag zur griechischen Etymologie (= Beilage zum Programm des Grossherzogl. Lyceums zu Constanz vom Schuljahre 1867/68). Stadler, Konstanz 1868 (Digitalisat).